# .af
.af je internetová národní doména nejvyššího řádu (ccTLD) pro Afghánistán. Je spravována organizací AFGNIC, udržována UNDP a Islámským emirátem Afghánistán.
Registrace je realizována přímo na druhém řádu nebo na třetím řádu pod různými kategoriemi subdomén na druhém řádu. Domény třetího řádu mají omezení na základě toho, pod kterou doménou druhého řádu je registrována. Registrace na druhém řádu je neomezená, ale dražší. Všechny poplatky jsou dražší pro mezinárodní vlastníky.
Doména byla zastupována Abdul Razeeqem v roce 1997, pouze rok poté, co talibánští letci dobyli Kábul a založili Islámský emirát Afghánistánu. NetNames of London zpočátku udržovaly doménu v souladu s pravidly IANA.